# Sophronica ochreovitticollis
Sophronica ochreovitticollis är en skalbaggsart som beskrevs av Stefan von Breuning 1951. Sophronica ochreovitticollis ingår i släktet Sophronica och familjen långhorningar. Inga underarter finns listade i Catalogue of Life.